# Grażyna Bystydzieńska
Grażyna Bystydzieńska (ur. 1944) – polska anglistka, profesor nauk humanistycznych, wykładowczyni w Instytucie Anglistyki Uniwersytetu Warszawskiego.

## Kariera naukowa
W 1968 r. ukończyła studia magisterskie na Uniwersytecie Warszawskim. W 1974 uzyskała doktorat na Uniwersytecie Marii Curie-Skłodowskiej w Lublinie, zaś 1982 r. została na tej samej uczelni doktorem habilitowanym. 25 listopada 1992 r. otrzymała tytuł naukowy profesora (tzw. profesurę belwederską).
Wypromowała dwanaścioro doktorów.